# Saligny (localidad de Constanța)
Saligny (antiguamente Azizia) es una localidad rumana de la comuna homónima, en el condado de Constanța.

## Toponimia
El nombre antiguo del lugar puede encontrarse escrito como Azizie y Azizia. Pasó a llamarse Saligny.

## Historia
Hacia comienzos del siglo XX la localidad, que ya por entonces pertenecía al condado de Constanța, formaba parte de la comuna de Tortoman y tenía contabilizada una población de 151 habitantes, alrededor de la mitad de ellos rumanos.
En la segunda mitad del siglo XX la localidad había pasado a formar parte de la comuna homónima de Saligny. En el censo de 2021 la localidad tenía una población de 798 habitantes.